# Christian Reichel
Christian Reichel (* 5. Februar 1888 in Weiden in der Oberpfalz; † 13. Februar 1952) war ein deutscher Verwaltungsjurist und Landrat.

## Leben
Nach dem Abitur am Wittelsbacher-Gymnasium München studierte Christian Reichel bis 1911 Rechtswissenschaften an der Ludwig-Maximilians-Universität München (seit 1907 Mitglied der Studentenverbindung Apollo, der späteren Burschenschaft Apollo) und der Friedrich-Alexander-Universität Erlangen-Nürnberg. Nach der ersten juristischen Staatsprüfung folgte der dreijährige Vorbereitungsdienst (Referendariat), der ihn zum Amtsgericht Donauwörth, Landgericht Augsburg und zum Stadtmagistrat Erlangen und Bezirksamt Erlangen führte. 1916 folgte das Große juristische Staatsexamen. Reichel musste Kriegsdienst als Landsturmmann leisten und kam am 16. Oktober 1918 als geprüfter Rechtspraktikant zur Regierung von Oberbayern. Zum Jahresbeginn 1921 wurde er als Bezirksamtmann mit der Leitung des Bezirksamtes Viechtach betraut. In diesem Amt blieb er bis zu seinem Weggang am 1. März 1925 als Bezirksoberamtmann nach Bergzabern, wo er 1928 Regierungsrat wurde. Zum 1. September 1931 wechselte er in gleicher Funktion zum Bezirksamt Wolfratshausen. Dort blieb er – unterbrochen durch ein zehnmonatige Tätigkeit bei der Regierung der Pfalz – bis zu seiner Ernennung am 1. Juli 1935 zum Bezirksamtsvorstand (ab 1939 Landrat)  im  Bezirksamt Eggenfelden (ab 1939 Landkreis Eggenfelden). Das Amt des Landrats übte er bis zu seiner Abordnung zur Bezirksregierung Stade am 5. Dezember 1942 aus. Im Mai 1945 wurde er aus seinen Ämtern entlassen und in der Zeit vom 2. Juni 1945 bis zum 27. Dezember 1946 interniert. Im Entnazifizierungsverfahren wurde er durch die Spruchkammer Stade als entlastet eingestuft. So wurde er – bei gleichzeitiger Versetzung in den Ruhestand – wieder in den Dienst eingestellt. Diese Maßnahme hatte Relevanz für die Regelung der Versorgungsbezüge.
Reichel war zum 1. Mai 1933 in die NSDAP (Mitgliedsnummer 2.947.522) eingetreten.